# Jadwiga Basińska
Jadwiga Basińska z domu Ćwik (ur. 15 października 1972 w Dębicy) – polska aktorka i artystka kabaretowa, znana m.in. z serii skeczów reklamowych jednej z polskich sieci telefonicznych. Współtwórczyni kabaretu Mumio. Jest żoną Dariusza Basińskiego.

## Dyskografia
Kompilacje różnych wykonawców
| Rok  | Tytuł                         | Utwór                                                              | Źródło |
| ---- | ----------------------------- | ------------------------------------------------------------------ | ------ |
| 2012 | Morowe panny                  | - Jadwiga Basińska – „Przesłuchanie”                               | [ 1 ]  |
| 2015 | Panny wyklęte: wygnane vol. 2 | - Jadwiga Basińska, Mazzoll, MRR – „Za pół godziny wracam do domu” | [ 2 ]  |

## Filmografia
Role TV
- 2025: Pati 2 – Mariolka
- od 2024: Pierwsza miłość – Wanda Grzęda-Michalska
- 2016: Bóg w Krakowie – strażniczka w Katedrze
- 2011: Los numeros – Krystyna
- 2010: Cudowne lato – Marika
- 2007: Ryś – dziennikarka Weronika
- 2006: Hi Way – sąsiadka zasadnicza

Współpraca muzyczna
- 2006: Hi Way – wokal w utworze Bossa nova sais da cama